# Метод спільної глибинної точки
Метод спільної глибинної точки, МСГТ (рос. общей глубинной точки способ, англ. common depth point  method; нім. reflexionsseismisches Verfahren n des gemeinsamen Tiefpunkts) — основний спосіб сейсморозвідки, що базується на багаторазовій реєстрації і подальшому накопиченні сигналів сейсмічних хвиль, відображених під різними кутами від однієї і тієї ж (спільної) локальної ділянки (точки) сейсмічної границі в земній корі.

## Застосування
Метод спільної глибинної точки застосовується при пошуку і розвідці родовищ нафти і газу в різних сейсмогеологічних умовах. Його застосування практично повсюдно підвищило глибинність досліджень, точність картування сейсмічних границь і якість підготовки структур до глибокого буріння, дозволило в ряді нафтогазоносних провінцій перейти до підготовки до буріння неантиклінальних пасток, вирішувати в сприятливих умовах завдання локального прогнозу речовинного складу відкладів і прогнозувати їх нафтогазоносність.
Метод спільної глибинної точки використовують також при вивченні вугільних і рудних родовищ, вирішенні завдань інженерної геології.